# Jane Thomsen
Jane Thomsen (født 15. april 1939 i København) er en dansk skuespiller. Hun er datter af kongelig kapelmusikus, solofløjtenist Erik Thomsen ( 1908 – 1986).
Thomsen er uddannet fra Privatteatrenes Elevskole i 1964 og blev senere tilknyttet Det Danske Teater, Comediehuset, Gladsaxe Teater og Ungdommens Teater. Hun var også tilknyttet TV-Teatret. I en periode var hun gift med afdøde Claus Ryskjær.

## Filmografi
- Kampen om Næsbygaard (1964)
- Næsbygaards arving (1965)
- Krybskytterne på Næsbygaard (1966)
- Min søsters børn vælter byen (1968)
- De røde heste (1968)
- Mig og Mafiaen (1973)